# Markus Kennel
Markus Kennel (ur. 22 stycznia 1971) – szwajcarski kolarz szosowy, brązowy medalista mistrzostw świata.

## Kariera
Największy sukces w karierze Markus Kennel osiągnął w 1993 roku, kiedy wspólnie z Rolandem Meierem, Romanem Jekerem i Beatem Meisterem zdobył brązowy medal w drużynowej jeździe na czas podczas mistrzostw świata w Oslo. Był to jednak jedyny medal wywalczony przez niego na międzynarodowej imprezie tej rangi. W tej samej konkurencji Szwajcarzy z Kennelem w składzie zajęli piąte miejsce na rozgrywanych rok później mistrzostwach świata w Agrigento. Zdobył także brązowy medal mistrzostw kraju juniorów w wyścigu ze startu wspólnego w 1989 roku. Nigdy nie wystąpił na igrzyskach olimpijskich.